# チャールズ・ポータル
初代ハンガーフォードのポータル子爵チャールズ・フレデリック・アルジャーノン・ポータル（英語：Charles Frederick Algernon Portal, 1st Viscount Portal of Hungerford, GCB,KG,OM,DSO&Bars,MC,DL、1893年5月21日 - 1971年4月22日）は、イギリスの空軍軍人。最終階級は空軍元帥。
第一次世界大戦では西部戦線で軽爆撃機のパイロットを務め、第二次世界大戦初期には爆撃機軍団(英語版)司令官を務めた。1940年10月から終戦まで航空参謀長(英語版)を務め、ナチス・ドイツの工業地帯への戦略爆撃を指揮した。彼はイギリス海軍やイギリス陸軍がそれぞれの独自の航空戦力を設立しようとする試みに抵抗し、イギリス空軍の独立状態を保つのに尽力した。
終戦とともに退役し、戦後は軍需省で原子力生産管理者として6年間務めた。その後ブリティッシュ・アルミニウム(英語版)の会長に就任。サー・アイヴァン・ステッドフォード(英語版)率いるチューブ・インベストメンツ(英語版)によるブリティッシュ・アルミニウムの敵対的買収を阻止しようとしたが、失敗に終わった。その後、彼はブリティッシュ・エアクラフト・コーポレーションの会長を務めた。

## 生涯

### 生い立ち
ポータルは、バークシャー州ハンガーフォード(英語版)でエドワード・ロバート・ポータルと妻エリノア・ケイト（旧姓ヒル）の息子として生まれた。ポータル家は南仏・ユグノー教徒の家系だという。金細工師で劇作家のアブラハム・ポータルと親戚関係にあり、さらに遠い親戚には初代ポータル子爵ウィンダム・ポータル(英語版)がいる。
彼はウィンチェスター・カレッジとオックスフォード大学のクライスト・チャーチで法廷弁護士になるために教育を受けた。しかし学位を取得できず、1914年に学部生を辞めてイギリス陸軍に入隊した。

### 第一次世界大戦
ポータルが陸軍に入隊したのと同じ年に第一次世界大戦が勃発し、彼は西部戦線で王立工兵隊(英語版)のオートバイ部隊の伝令兵として従軍した。ポータルは入隊後すぐに伍長に任命され、数週間後に少尉に昇進した。同じ頃に1914年9月のジョン・フレンチ卿の最初の通信で表彰された。1914年12月、彼は第1軍団本部通信中隊の指揮を任された。
1915年7月、通信兵の重要性が低下したことからポータルは陸軍航空隊に転属した。始めは観測員として勤務し、1915年11月からは飛行士として勤務した。1916年4月にパイロット訓練を修了し、モラーヌ・ソルニエの戦闘機を操縦する第60飛行隊に配属された。1916年7月16日、西部戦線でB.E.2航空機を操縦する第3飛行隊(英語版)の隊長になった。1915年12月に中尉、1916年7月に大尉、1917年6月に少佐に臨時昇進した。1918年4月にイギリス空軍が創設されるとポータルは空軍少佐として任官し、同年6月に中佐に臨時昇進した。8月にはグランサム空軍基地(英語版)の第24飛行隊訓練部隊の指揮を任された。
1917年1月に軍事十字章を授与され、次のように表彰された。
戦闘における際立った勇敢さに対して。彼はしばしば悪天候や低空飛行という困難な状況下でも、空中で優れた砲兵支援活動を行った。常に部隊の模範となる行動を取り、ある任務では敵機を撃墜した。
また、1917年7月18日に殊勲勲章を授与され、翌年には飾版(英語版)を付与された。表彰状には次のように記されている。
顕著な勇敢さと職務への献身に対して。 彼は長期にわたり、砲兵との協同作戦で素晴らしい働きを続けてきた。ある攻撃作戦中には、味方の砲兵の射程を調整しつつ、活動中の敵砲台9門を沈黙させることに成功した。彼の卓越した模範は非常に大きな価値を持つものであった。

### 戦間期
1919年8月、ポータルはイギリス空軍の少佐として正式に任官された。1919年11月に彼はクランウェル王立空軍士官学校の主任飛行教官となり、その後1922年にイギリス空軍幕僚大学(英語版)に入学、1923年4月に国内地区の飛行作戦を指揮する航空幕僚に加わった。1925年7月1日に航空司令官(英語版)に昇進し、  1926年にグリニッジ王立海軍大学校で上級将校向け戦争コースに参加した。1927年3月にヴィッカース・バージニア爆撃機(英語版)を操縦する第7飛行隊(英語版)を率いて爆撃の精度の向上に専念した。
ポータルは1929年に王立国防学院に入学し、 1930年12月に空軍省作戦情報局の副局長となった。 1931年7月1日にグループキャプテン(英語版)に昇進し、 1934年2月にアデンのイギリス軍司令官に任命され、その役割で空中封鎖を使用して地元の部族民を制御しようとした 。1935年1月1日に空軍准将に昇進し  、1936年1月に王立国防学院の教官になった。ポータルは1937年7月1日に空軍中将に昇進し、 1937年9月1日に空軍省組織局長に任命された。1939年の新年叙勲(英語版)でバス勲章コンパニオンを叙勲され、1939年2月1日に空軍委員会(英語版)の空軍人事担当委員(英語版)となった。

### 第二次世界大戦
1939年に第二次世界大戦が勃発すると、1940年4月に爆撃機軍団(英語版)の司令官に任命された。彼はドイツ空軍が既にロンドン空襲などの英本土爆撃で行っていた工業地帯への戦略爆撃を、イギリスもドイツに対して行うべきであると主張した。1940年のジョージ6世誕生日叙勲(英語版)でバス勲章ナイト・コマンダーを叙勲された。1940年10月25日、ポータルは暫定的に空軍参謀総長に任命され、その過程で空軍大将に臨時昇進した（1942年4月に正式昇進）。

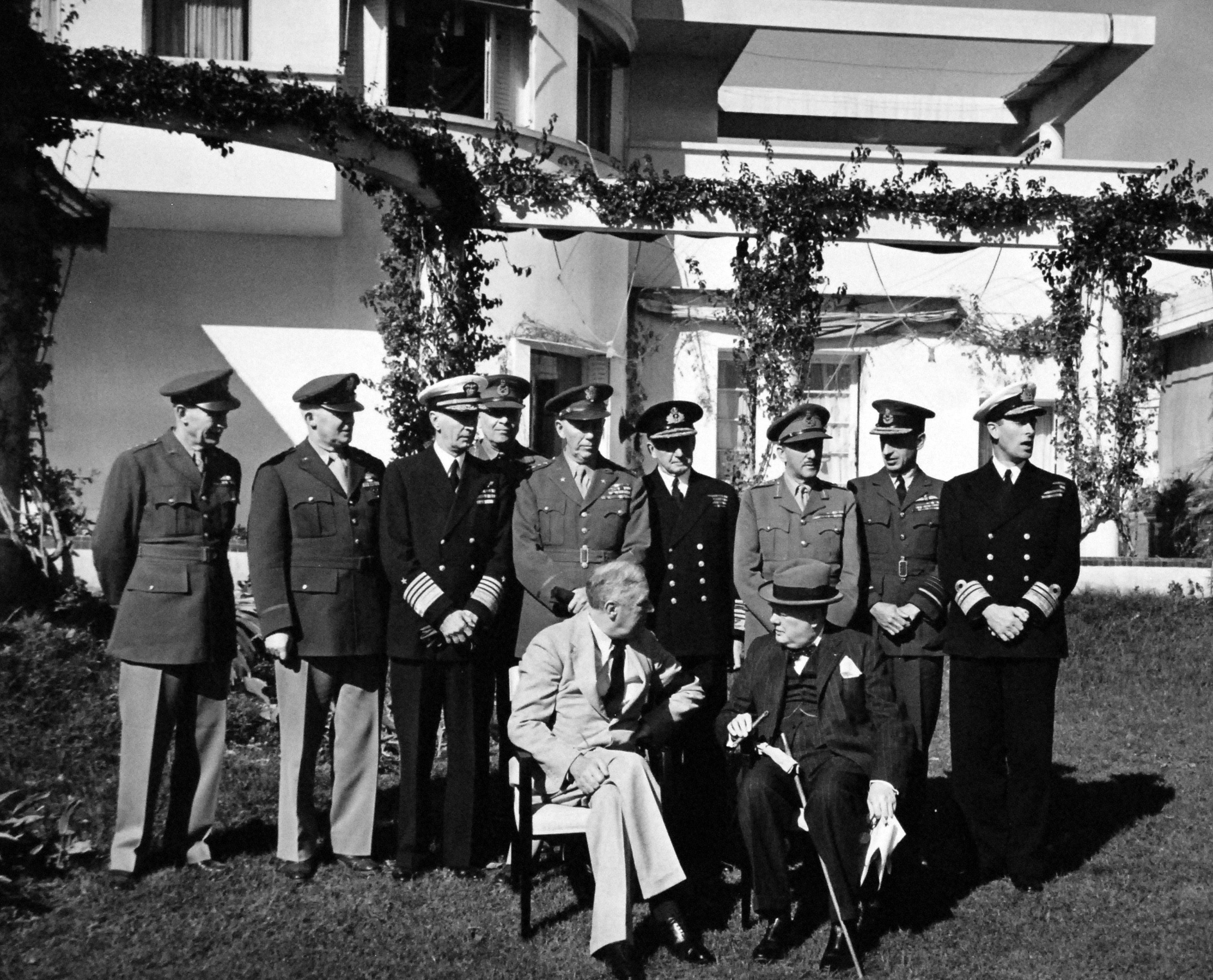
カサブランカ会談。ポータルは向かって右から2番目

空軍のトップの一人となったポータルの最初の問題は、イギリス海軍によるイギリス空軍沿岸司令部(英語版)の乗っ取りの試みと、イギリス陸軍による独自の陸軍航空隊の設立の試みであった。これらを阻止するため、彼はイギリス空軍が陸海軍のニーズに十分に対応できると陸軍と海軍の両方をうまく説得した。2つ目の問題は、戦略爆撃攻勢の必要性を関係者に理解させることだった。1941年8月、彼はイギリス空軍の昼間空襲の相対的な非効率性と夜間広域爆撃の提案に関する報告書を受け取った。広域戦略爆撃の実行には新しいリーダーが必要であると判断したポータルは、爆撃機軍団司令部のリチャード・ピアース空軍大将(英語版)をアーサー・ハリスに交代させた。彼は1942年の誕生日叙勲でバス勲章ナイト・グランドクロスに昇格した。
ポータルは英首相チャーチルに随伴してカサブランカ会談やヤルタ会談などの重要な会談に参加し、アメリカ人に良い印象を与えた。1943年1月のカサブランカ会談で、連合参謀本部はドイツ上空での連合爆撃攻勢において、米国と英国の爆撃機部隊の調整役にポータルを選んだ。ポータルの部隊はノルマンディー上陸作戦の間ドワイト・D・アイゼンハワー陸軍大将の指揮下に入ったが、連合参謀本部の指揮下に戻った後もポータルは石油生産施設のような特定の標的への精密爆撃ではなく、ドイツの都市への絨毯爆撃を依然として主張した。1944年1月1日に空軍元帥に昇進した。
1944年初頭、ポータルの戦略爆撃に対する見解は変化し、爆撃機は単に敵国民の士気低下だけでなく、連合軍の攻勢を補助する役割も果たせると考えるようになった。彼は精密爆撃だけでなく、夜間に人口10万人以上のドイツ全都市への無差別地域爆撃も実施できるようになることを根拠に、爆撃機部隊の規模の大幅な増強を主張した。彼は、爆撃機部隊の強化が結果としてドイツ軍の戦争遂行能力と民間人の士気を粉砕し、6ヶ月以内に勝利につながると考えた。

1943年3月に行われたドレスデン爆撃の数週間後、チャーチルはポータルの地域爆撃戦略を停止するよう最終命令を出した。ドレスデン爆撃以降、チャーチルは無差別爆撃に否定的な立場を取るようになり、「ドレスデンの破壊は連合軍の爆撃の正当化に対する重大な懸念として残る」と記した。

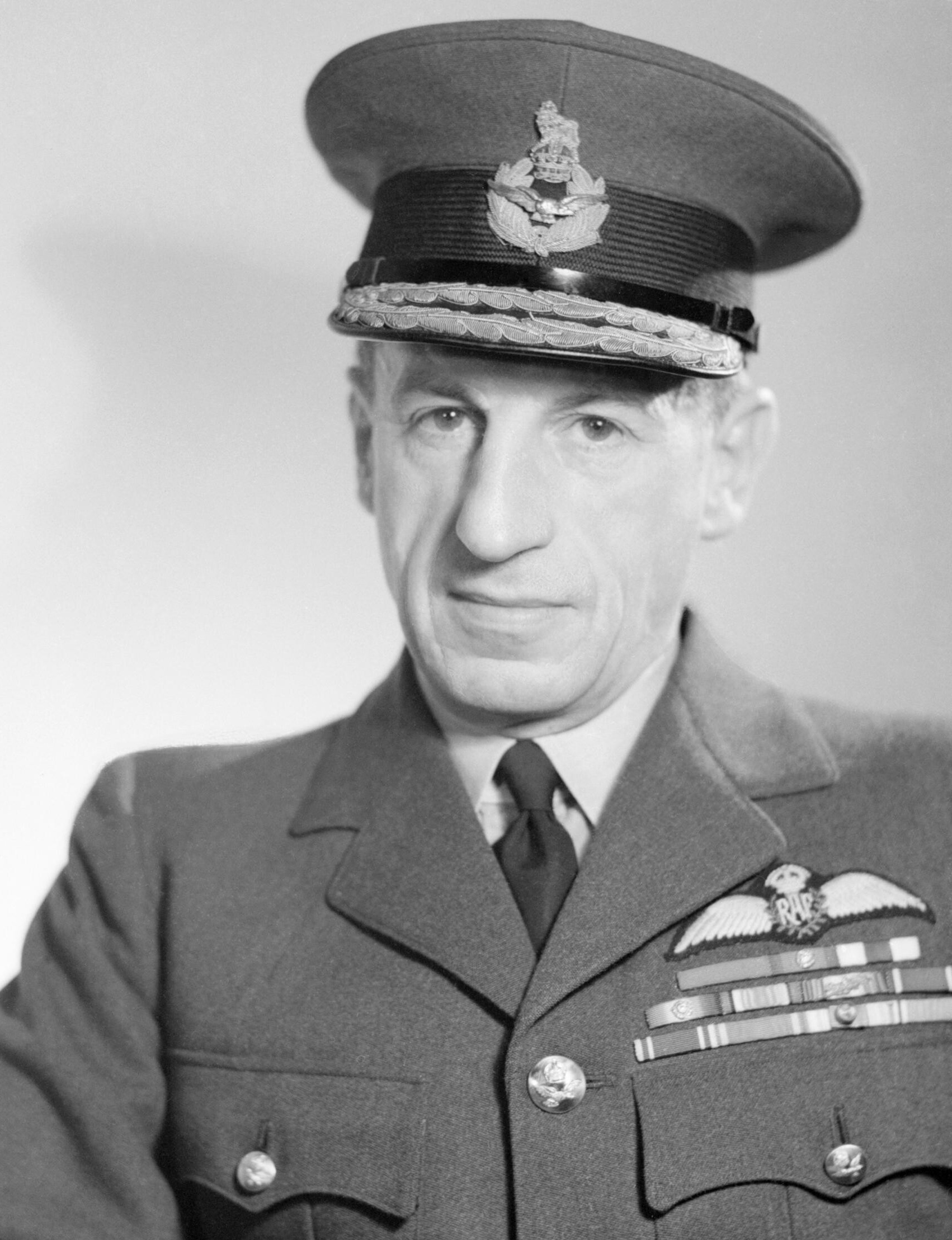
空軍元帥時代のポータル（1944年）
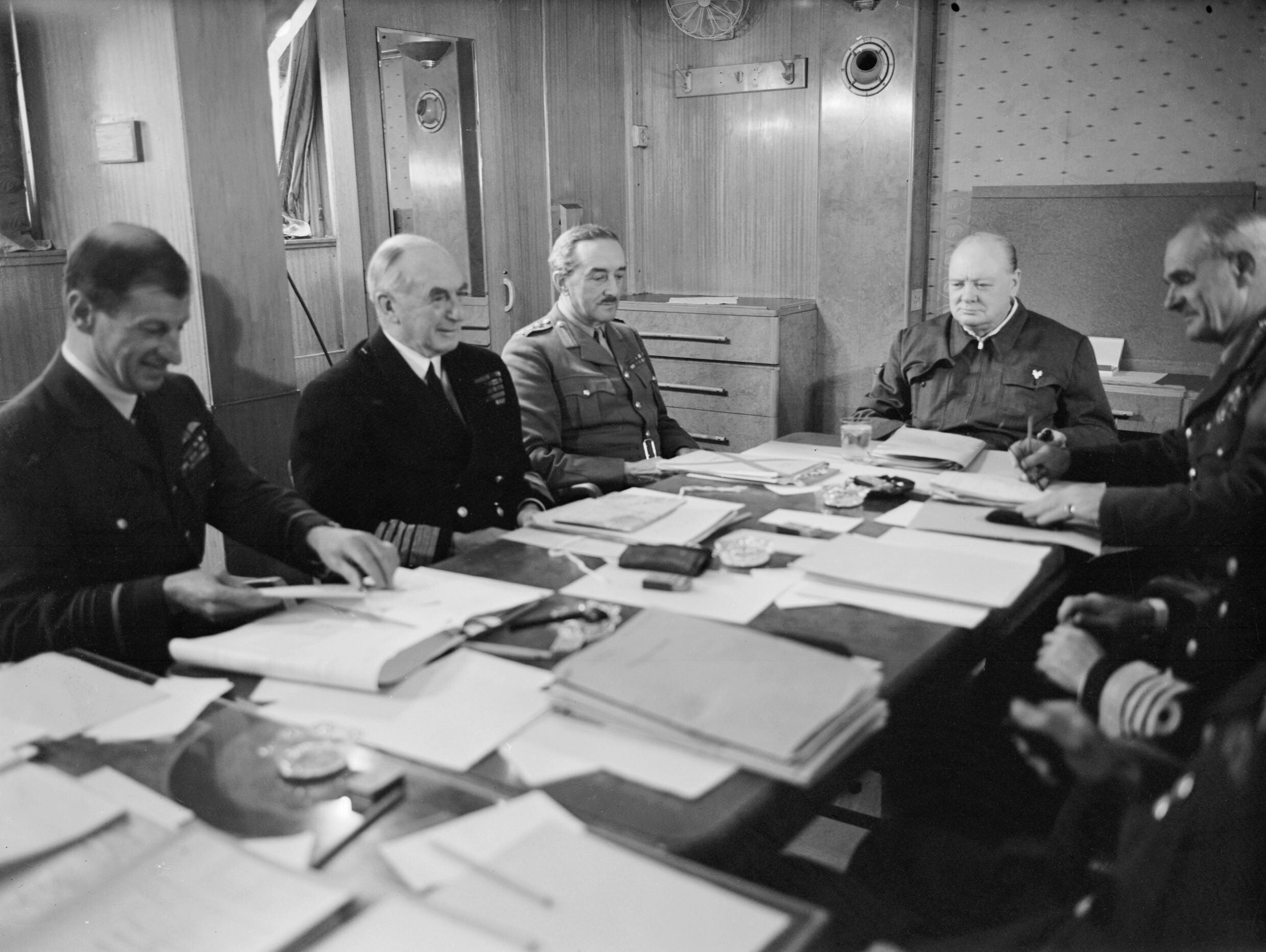
クイーン・メリー号の会議室にて。左からポータル空軍元帥、ダドリー・パウンド海軍元帥、アラン・ブルック陸軍大将、チャーチル首相。
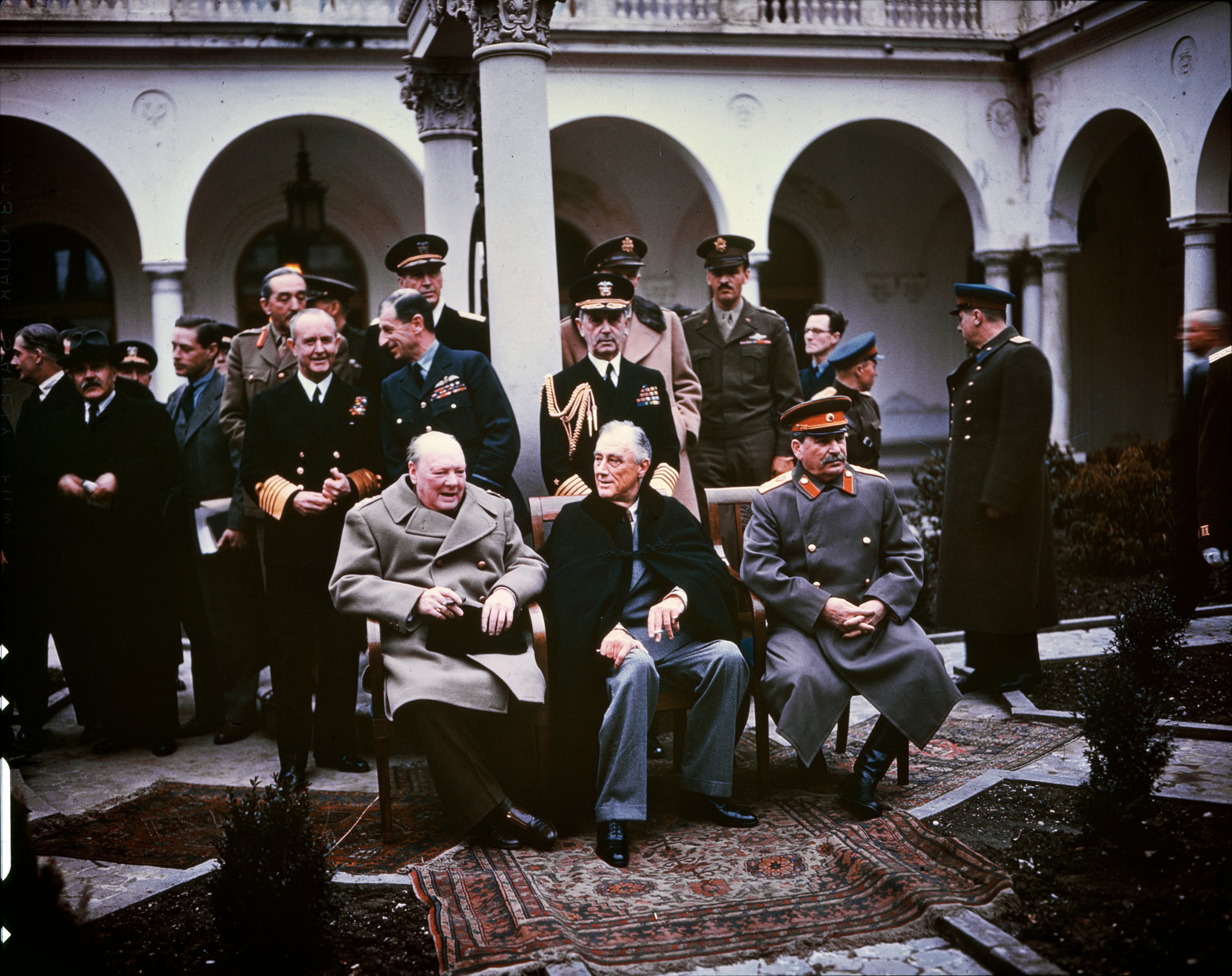
ヤルタ会談。ポータルはチャーチルの真後ろの人物。

### 戦後

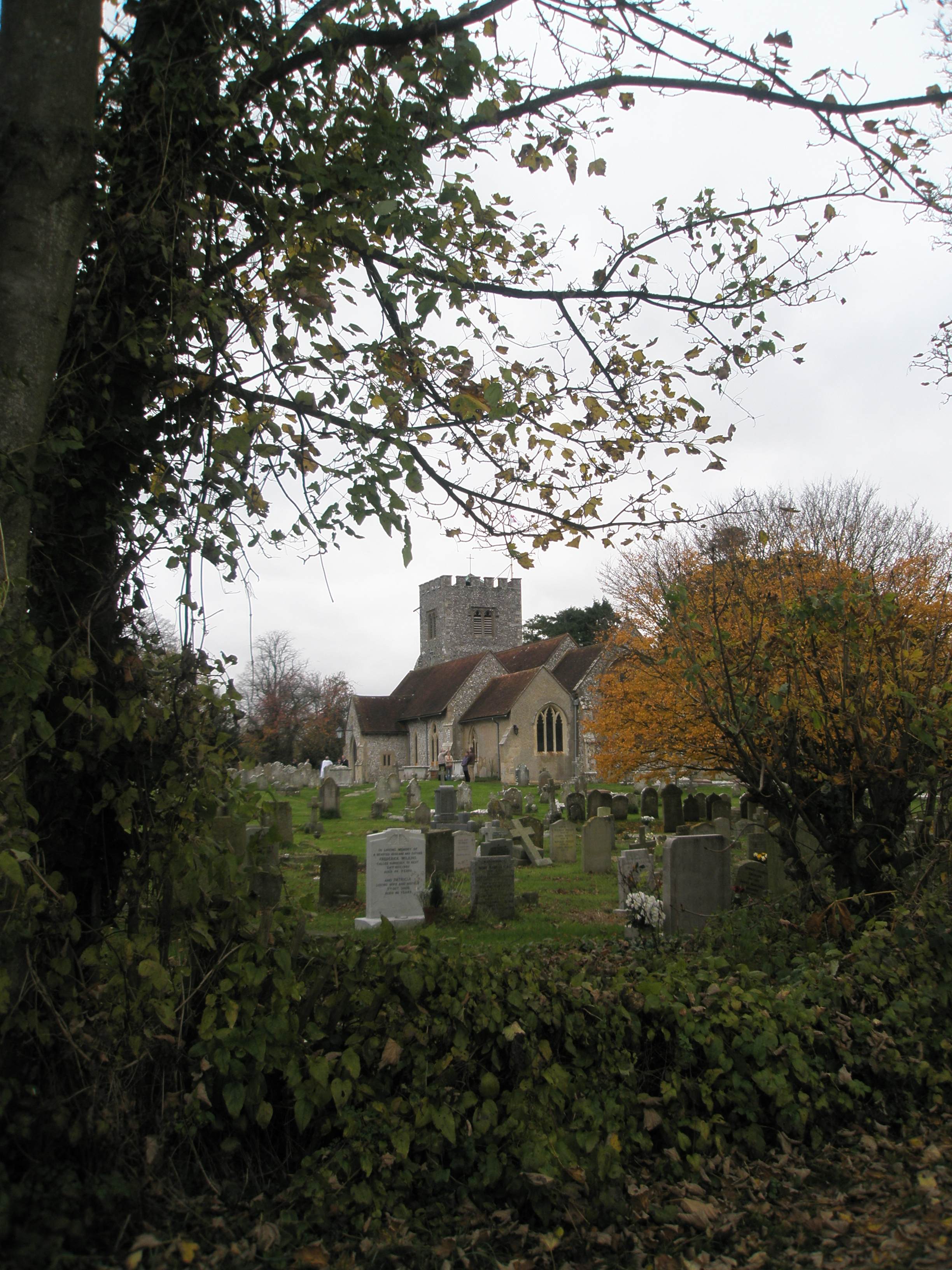
ウェスト・サセックス州ファンティントンにあるセント・メアリー教区教会と墓地。ハンガーフォードのポータル卿の遺灰が埋葬されている。

1945年、戦争終結とともにポータルは軍を退役し、1945年10月12日にバークシャー州のハンガーフォードのポータル男爵(英語版)として貴族に叙せられた。1946年2月8日には子爵に進んだ。通常の残余の遺産は男子の相続人に相続された。  1946年1月1日にはメリット勲章を叙勲された。彼は1946年3月15日にアメリカ殊勲章を授与され、 1947年11月18日にオランダのオラニエ=ナッサウ勲章(英語版)のナイト・グランド・クロスに任命された。また、 1948年8月27日にベルギー王冠勲章(英語版)のナイト・グランド・クロスに任命され、1940年のベルギーの戦争十字章(英語版)を授与された。 
1946年から1951年まで、ポータルは軍需省の原子力エネルギー発電監督官を務めた。彼は1952年2月のジョージ6世の葬儀と1953年6月のエリザベス2世の戴冠式に出席した。 
ポータルはブリティッシュ・アルミニウム(英語版)の会長に選出された。ポータルは1958年から1959年にかけて、チューブ・インベストメンツ(英語版)社の会長兼最高経営責任者のアイヴァン・ステッドフォード(英語版)による敵対的買収提案に反対し、対立した。この買収競争は「アルミニウム戦争」と呼ばれる。チューブ・インベストメンツ社はアメリカのレイノルズ・メタルズ(英語版)と協力して買収戦争に勝利し、ポータルは会長の座を追われ、ステッドフォードがブリティッシュ・アルミニウム社の会長に就任した。1960年、ポータルはブリティッシュ・エアクラフト・コーポレーションの会長に選出された。
1971年4月22日、チチェスター近郊のウェスト・アシュリングの自宅で癌のため死去した。 彼の遺灰は、自宅近くのファンティントン(英語版)の教会の墓地に埋葬されている。

## 栄典

### 爵位
1945年10月12日に以下の爵位を新規に叙された。
- バークシャー州ハンガーフォードにおける初代ハンガーフォードのポータル男爵（1st Baron Portal of Hungerford, of Hungerford in the County of Berkshire）
（勅許状による連合王国貴族爵位、長女ローズマリーとその男子への特別継承権付き）

1946年2月8日に以下の爵位を新規に叙された。
- バークシャー州ハンガーフォードにおける初代ハンガーフォードのポータル子爵（1st Viscount Portal of Hungerford, of Hungerford in the County of Berkshire）
（勅許状による連合王国貴族爵位、通常どおり嫡出直系男子への継承規定）

## 家族
1919年7月、ポータルはジョーン・マーガレット・ウェルビー（1898年 - 1996年）と結婚し、息子1人（出生時死亡）と娘2人をもうけた。子爵位も彼の死と共になくなったが、特別残余財産に基づき男爵位は長女のローズマリー・アン(英語版)が継承した。ローズマリー・アンは1990年に亡くなった。